# Eriborus nigriabdominalis
Eriborus nigriabdominalis là một loài tò vò trong họ Ichneumonidae.